# Cueva de las Bailadoras
La cueva de las Bailadoras es un abrigo con representaciones rupestres localizado en el término municipal de Los Barrios, provincia de Cádiz (España). Pertenece al conjunto de yacimientos rupestres denominado Arte sureño, muy relacionado con el arte rupestre del arco mediterráneo de la península ibérica. Actualmente posee una reja que impide el acceso al interior y permite la contemplación de las pinturas.
Este abrigo fue localizado por Lucas Millán Millán en 1970 y estudiada y publicada por primera vez unos años después por el historiador alemán Uwe Topper. Se encuentra localizada en un risco rocoso de la Dehesa de Ahojiz muy cerca de la Montera del Torero a unos 100 metros sobre el nivel del mar. Este abrigo se formó por la erosión del agua en las rocas de arenisca y de hecho aún se filtra agua a través de sus paredes. Posee una abertura natural en su zona derecha a modo de ventana que permite el acceso desde ambas laderas de la cresta rocosa. 
Las pinturas se encuentran muy deterioradas por la acción de los agentes atmosféricos y por los actos vandálicos de los visitantes. Entre las representaciones rupestres presentes destaca especialmente un cuadrúpedo de color rojo intenso similar al presente en otras covachas de la zona. La interpretación de estas pinturas se deben al propio Uwe Topper. Junto al cuadrúpedo ve Topper un puñal o espada que por su forma y tipología sitúan la representación en la Edad de Bronce. 
Rodeando al cuadrúpedo aparecen otras figuras antropomorfas y símbolos a base de líneas. Tanto a la izquierda como a la derecha de la imagen principal aparecen grupos de manchas de gran extensión. Topper identificó en ambos grupos figuras humanas danzantes con trajes con falda. En una de estas manchas reconoció la presencia de cinco mujeres bailando alrededor de una figura con corona. Interpreta el autor una celebración de boda en estas imágenes. Son estas imágenes las que dan nombre al abrigo.
Asociado a las pinturas y como en otras cuevas de la región aparece un grupo de tumbas excavadas en la roca apenas unos metros ladera arriba.